# Plymouth Horizon
Plymouth Horizon – samochód osobowy klasy kompaktowej produkowany pod amerykańską marką Plymouth w latach 1978 – 1990. 

## Historia i opis modelu

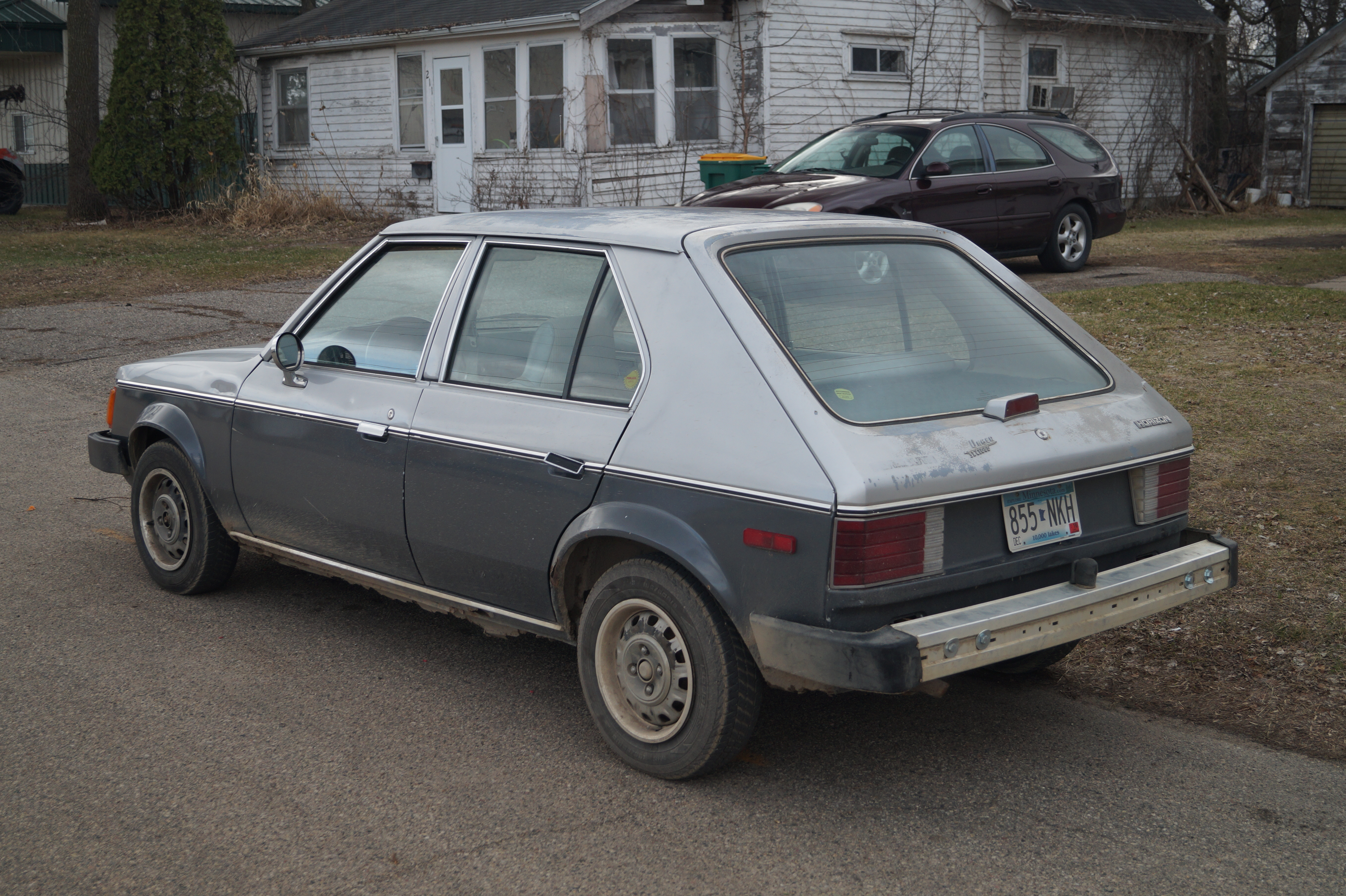
Plymouth Horizon - tył

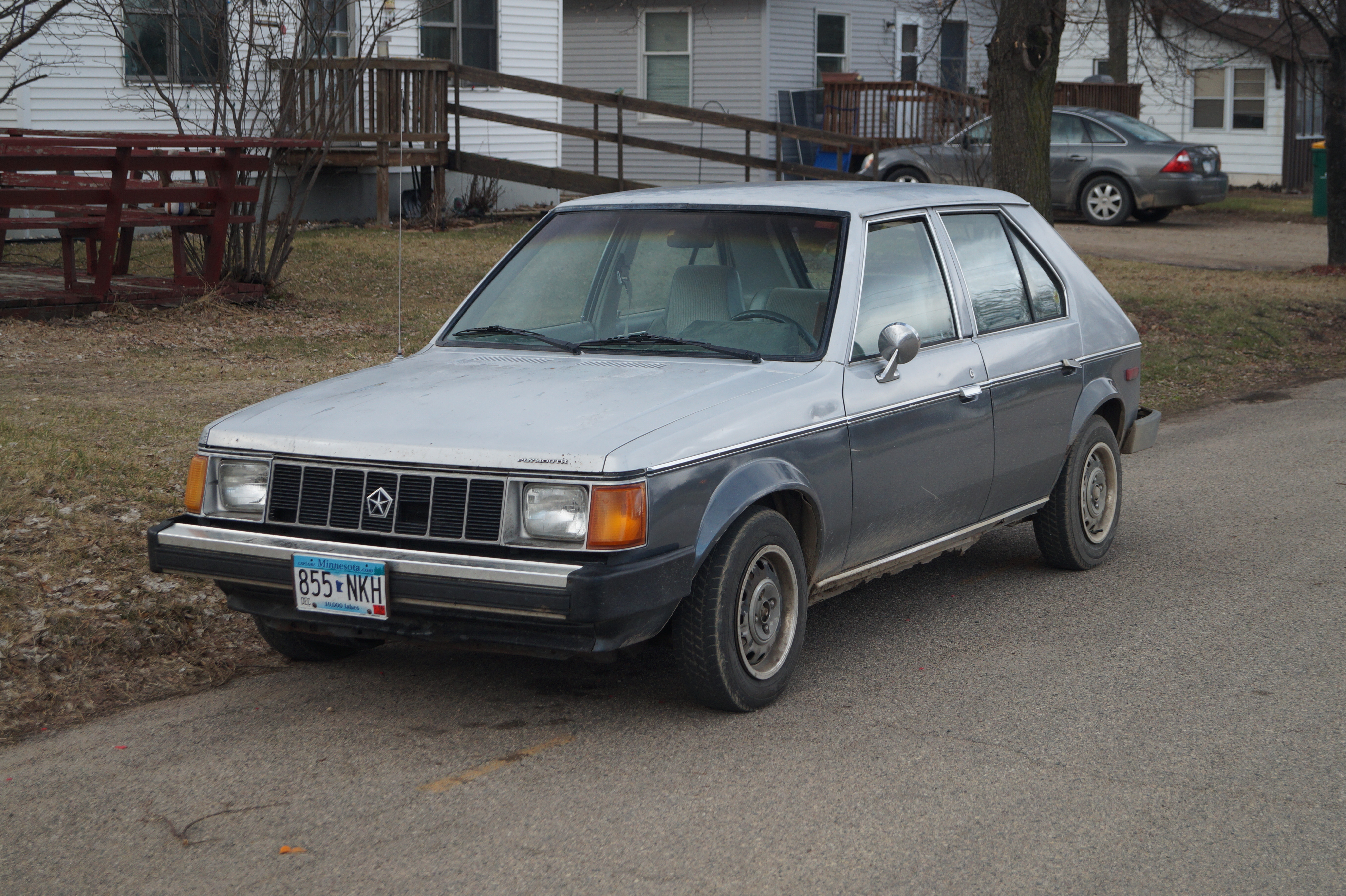
Plymouth Horizon po liftingu

W 1978 roku koncern Chrysler zdecydował się uzupełnić ofertę marek Dodge i Plymouth o bliźniacze, kompaktowe modele opracowane razem z Chrysler Europe i francuską Simką na platformie L-body. 
W ten sposób powstała północnoamerykańska odmiana modelu Chrysler Horizon, która pod marką Plymouth również otrzymała nazwę Horizon. W porównaniu do pierwowzoru, Plymouth Horizon odróżniał się masywniejszymi zderzkaami, innym kształtem reflektorów oraz węższymi lampami tylnymi. Samochód dostępny był tylko jako 5-drzwiowy hatchback. Do napędu używano silników R4. 
Moc przenoszona była na oś przednią poprzez 3-biegową automatyczną bądź 4- lub 5-biegową manualną skrzynię biegów. Został zastąpiony przez model Sundance.

### Silniki
- L4 1.6l
- L4 1.7l
- L4 2.2l

### Dane techniczne (1.7)
- R4 1,7 l (1716 cm³), 2 zawory na cylinder, SOHC
- Układ zasilania: jeden gaźnik
- Średnica cylindra × skok tłoka: 79,50 mm × 86,40 mm
- Stopień sprężania: 8,2:1
- Moc maksymalna: 71 KM (52 kW) przy 5200 obr./min
- Maksymalny moment obrotowy: 115 N•m przy 2800 obr./min
- Przyspieszenie 0-100 km/h: b/d
- Prędkość maksymalna: 146 km/h

### Dane techniczne (2.2)
- R4 2,2 l (2207 cm³), 2 zawory na cylinder, SOHC
- Układ zasilania: jeden gaźnik
- Średnica cylindra × skok tłoka: 87,40 mm × 91,90 mm
- Stopień sprężania: 8,5:1
- Moc maksymalna: 85 KM (63 kW) przy 4800 obr./min
- Maksymalny moment obrotowy: 150 N•m przy 2800 obr./min
- Przyspieszenie 0-100 km/h: b/d
- Prędkość maksymalna: 150 km/h